# Казухито Танака
Казухито Танака (р 16. мај 1985. у Вакајама, Јапан) је јапански гимнастичар који је освајио медаље на једној олимпијади, и 3 светска првенства у својој досадашњој каријери.

## Каријера
Са репрезентацијом Јапана је освојио сребрну медаљу на Летњим олимпијским играма 2012. године у екипној категорији.